# Leocata Mangimi
Leocata Mangimi S.p.A. es una Sociedad por acciones italiana que produce Pienso compuesto, con sede en Modica, Sicilia. También controla la empresa Avimecc y la empresa Gilmac.

## Historia
La empresa fue fundada en 1971 por el barón Francesco Montalbano (que ocupará el cargo de presidente hasta su muerte) y por Michele Minardo, Antonino Leocata, Giovanni Adamo, Emanuele Leocata y Carmelo Leocata. En el 1981 se hizo cargo de la empresa productora de carne y huevos Avimecc, creando un sistema agroalimentario integrado que le permite tener un control total del proceso productivo. En 2005 se convirtió en sociedad por acciones expandiendo su tamaño a nivel nacional y convirtiéndose en la empresa líder de todo el sur de Italia. En 2016 la planta de Avimecc resultó gravemente dañada por un incendio que se desató en la sala de calderas sin consecuencias para los empleados. Poco más de un año después, a la reapertura de la empresa, estuvo presente también el presidente de la región Sicilia Nello Musumeci.

## Grupo
El grupo Leocata incluye a tres empresas que operan  de manera integrada, en el sector ganadero, del pienso, en el agrícolo y de almacenamiento. 
- Leocata Mangimi S.p.a.
- Avimecc S.p.a.
- Gilmac S.r.l. (almacenamiento)

El grupo cubre el 30% del requerimiento regional de carne y el 75% del requerimiento regional de huevos. Leocata también posee plantas en Campania y Puglia.